# Séisme de 2011 à Fukushima
Le séisme de 2011 à Fukushima est un tremblement de terre qui s'est produit dans la Préfecture de Fukushima, au Japon, le 11 avril 2011. La magnitude était de 6,6. Quatre personnes ont été tuées dans le séisme.